# Vîsoke, Lohvîțea
Vîsoke (în ucraineană Високе) este un sat în comuna Vîrișalne din raionul Lohvîțea, regiunea Poltava, Ucraina.

## Demografie
Componența lingvistică a localității Vîsoke
     Ucraineană (98,28%)
     Rusă (1,72%)
Conform recensământului din 2001, majoritatea populației localității Vîsoke era vorbitoare de ucraineană (98,28%), existând în minoritate și vorbitori de rusă (1,72%).